# Сарбази

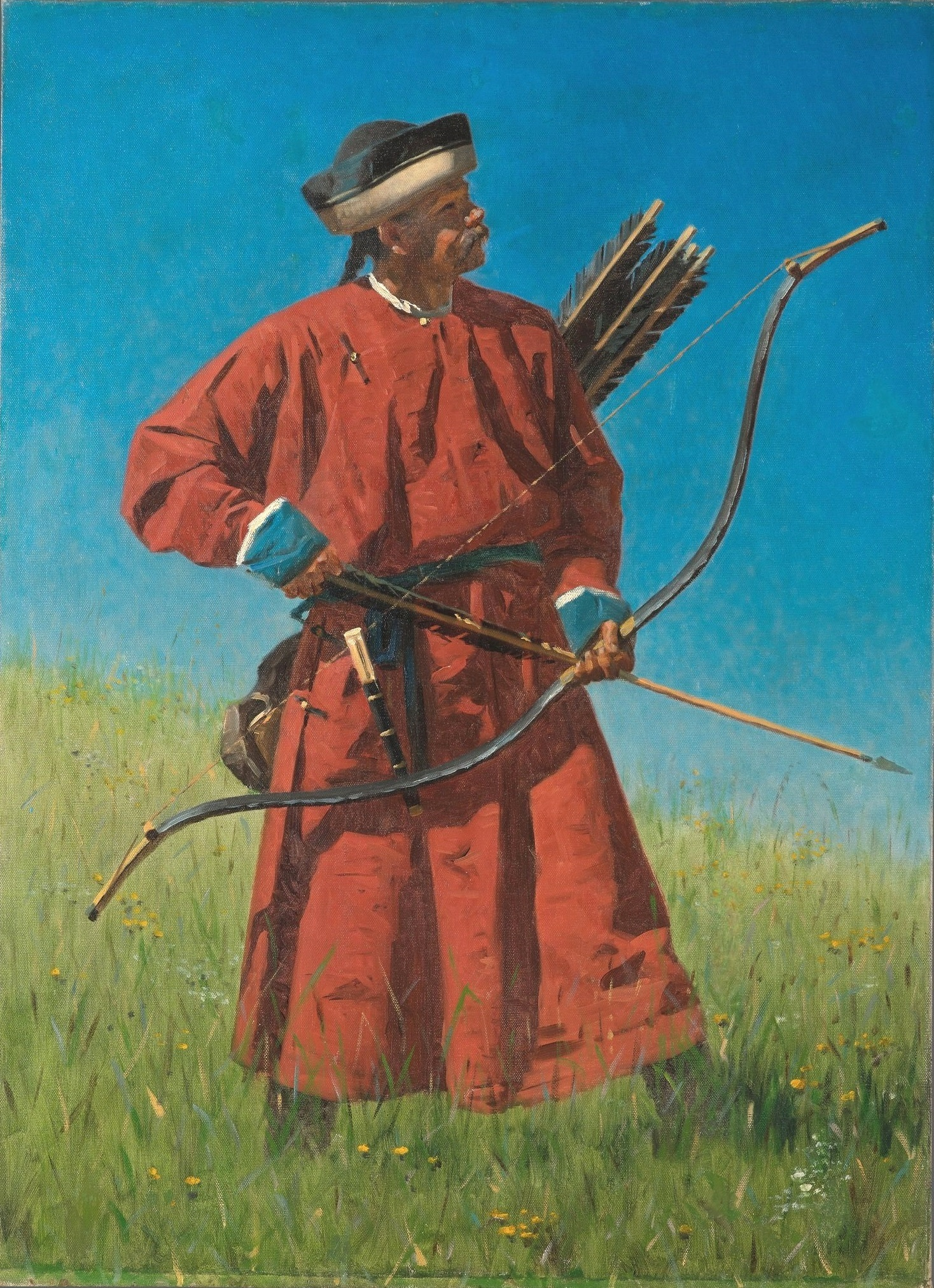
Сарбаз на картині
В. В. Верещагіна, 1868 рік

Сарба́з (перс. سرباز — мо́лодець, готовий ризикувати головою) — воїн, рядовий боєць в армії Персії, а також у давній Середній Азії.

## Історія
Сарбазами спочатку називали воїнів в Казахстані, Узбекистані та інших країнах середньовічної Середньої Азії.
Як регулярний рід військ — піхота — сарбази з'явилися в перському війську. Сарбазька піхота була впроваджена в ході військової реформи Аббас-Мірзи. Формуванням регулярних військ в Персії за європейським зразком займалися спочатку французькі військові інструктори на чолі з генералом Гарданом, які прибули в Тегеран у 1807 році. Однак незабаром Іран розірвав договір з французами і з 1809 року реорганізацію перської армії здійснювали вже британські інструктори.
У 1837 році, за правлінні еміра Насрулли, корпус регулярної піхоти — сарбазів був введений в Бухарському еміраті. Сарбази бухарської армії служили довічно. Переважно вони були озброєні рушницями і одягнені в червону форму. В епоху правління Насрулли налічувалося понад дві тисячі бухарських сарбазів. Надалі їх чисельність була збільшена до шести тисяч. В Бухарі цей термін вийшов з ужитку лише у 1920 році, після встановлення в ній радянської влади.